# П'єтро Баратта
 П'єтро Баратта  (італ. Pietro Baratta 28 січня 1659 ,Каррара— 2 лютого 1729) — італійський скульптор доби бароко, майстер церковної та садово-паркової скульптури.

## Біографія коротко

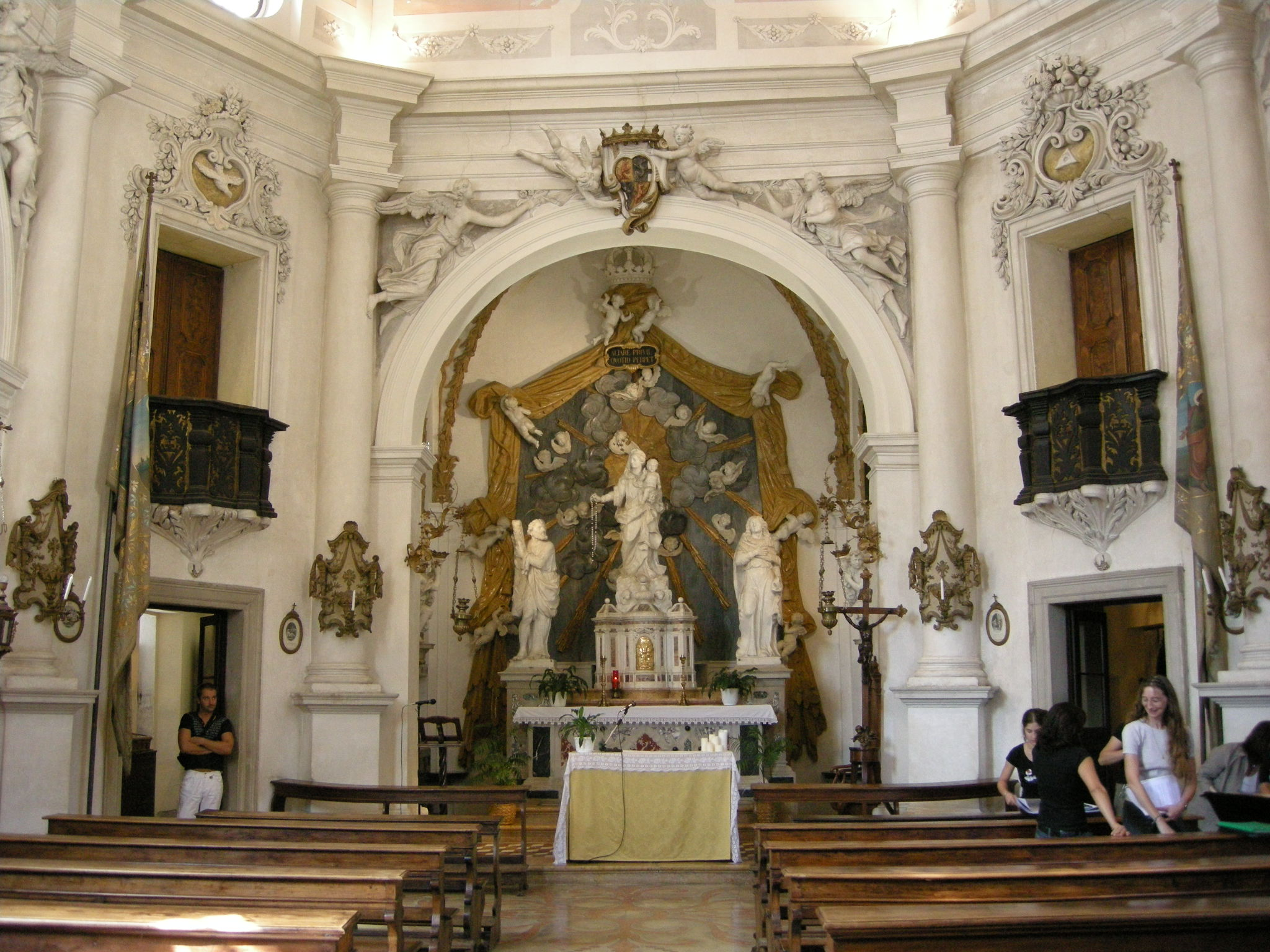
Вілла Манін, каплиця, скульптури на фасаді — П. Баратта, вівтар — скульптури Джузеппе Бернарді (Торретто)

Народився в місті Каррара. Працював в Венеції та в Удіне, для вілл терраферми майстерня виготовляла садово-паркову скульптуру.
Він — племінник скульптора Франческо Баратта старшого (1590–1666), що працював в Римі в майстерні Лоренцо Берніні. Мав двох братів (Франческо та Джованні Баратта), що теж були скульпторами. Працював для церков Венеції та Удіне.
Мав власну майстерню. В його майстерні опановували скульптуру учні, серед яких і Франческо Робба. Приймав замови з-за кордону. Для барокових садів Петербурга П'єтро Баратта та його майстерня виконали низку алегоричних скульптур, більша частина яких збережена до 21 століття. Виготовляли як скульптури у повний зріст («Андромеда», «Алегорія архітектури»), так і декоративні погруддя («Алегорія Зими», «Алегорія Весни») тощо).

## Вибрані твори

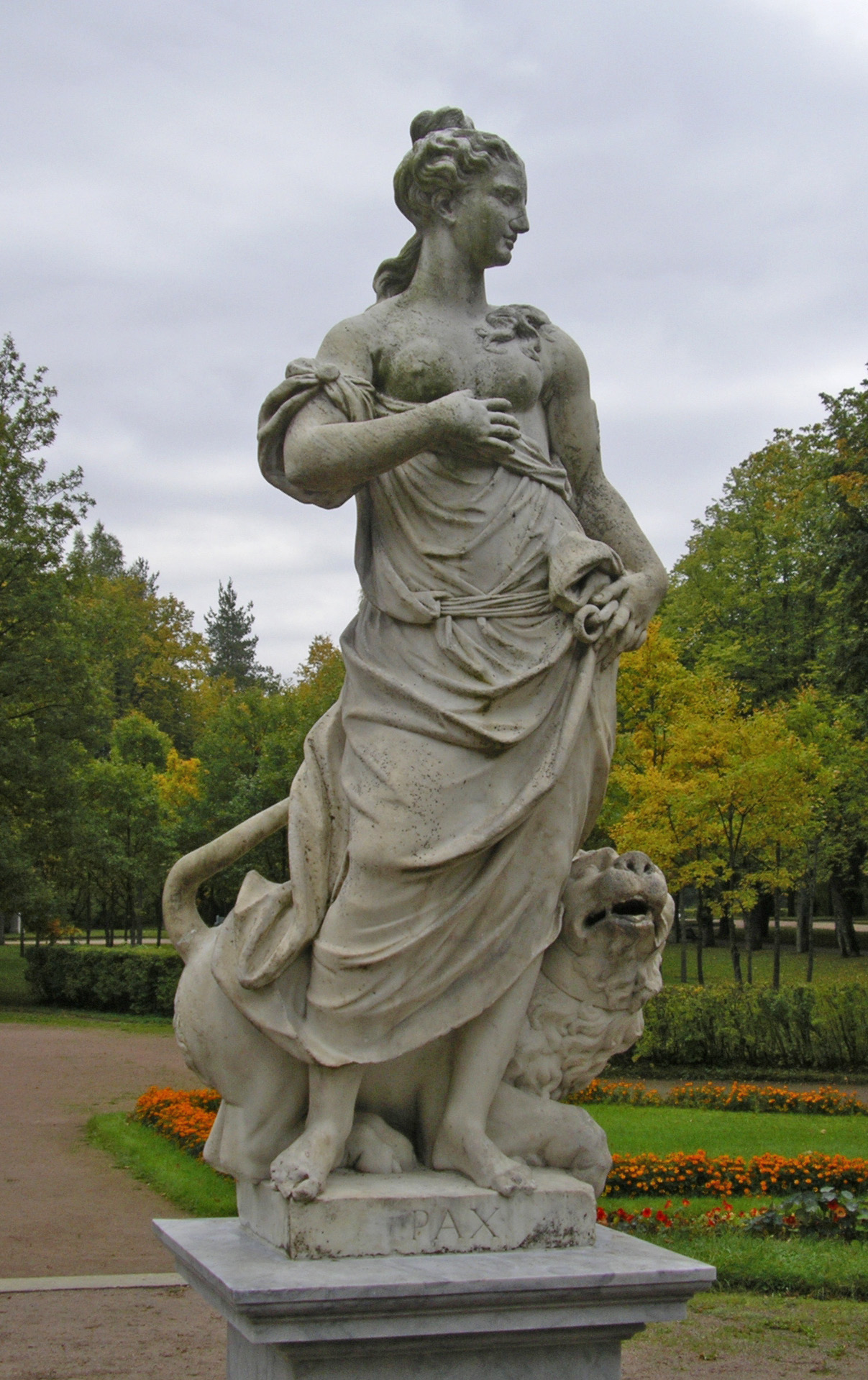
П. Баратта, алегорія Миру. Павловськ, Великі круги.

- Скульптури для фасаду каплиці вілли Манін в Пассарьяно (провінція Удіне).
- П'ять скульптур для фасаду церкви Санта Марія вілли Вічентіна (Сан Рокко, Св. Матвій, Іван Хреститель,Св. Антоніо абат, Санта Марія Розарія)
- Ігнатій Лойола з Біблією, ц-ва Санта Марія Ассунта, Венеція
- Алегоричні скульптури для барокових садів в Петербурзі (тепер — в передмістях Павловськ, Петергоф (палацово-парковий ансамбль), Царське Село (музей-заповідник), Літній сад в Петербурзі).

## Галерея

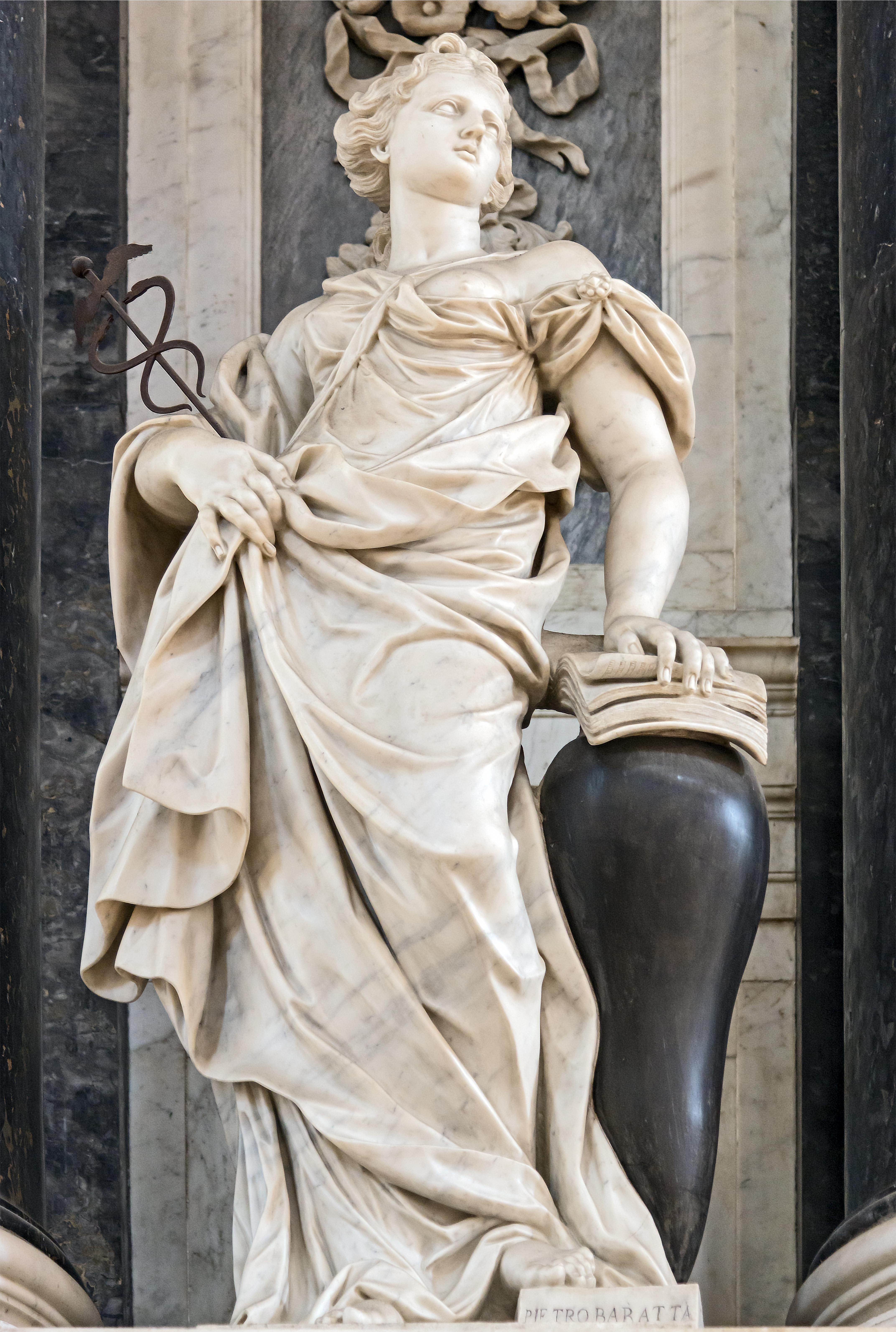
П'єтро Баратта. «Мудрість» , Венеція, церква Санті Джованні е Паоло.
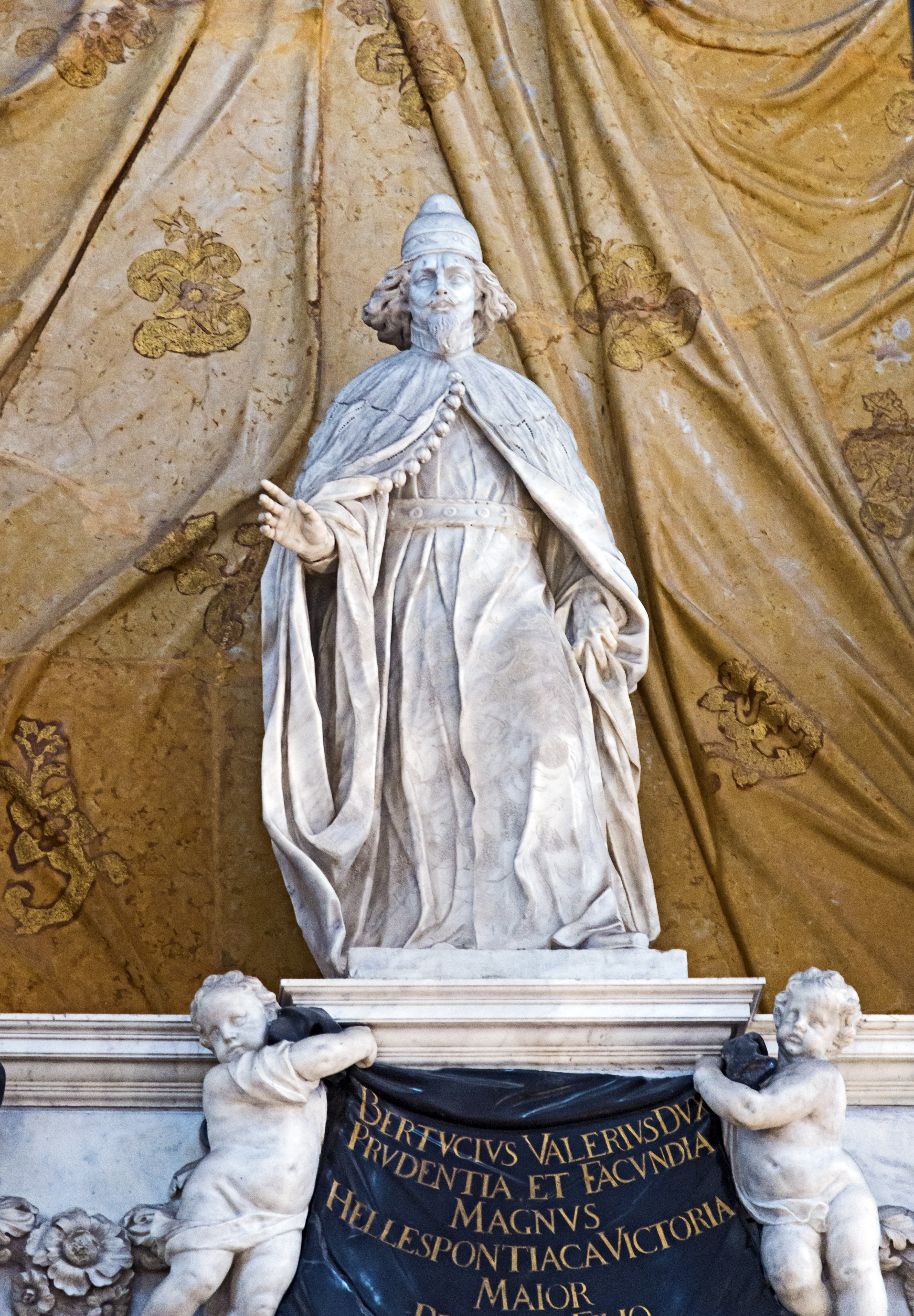
П'єтро Баратта. Бертучіо Вальєро у Венеції
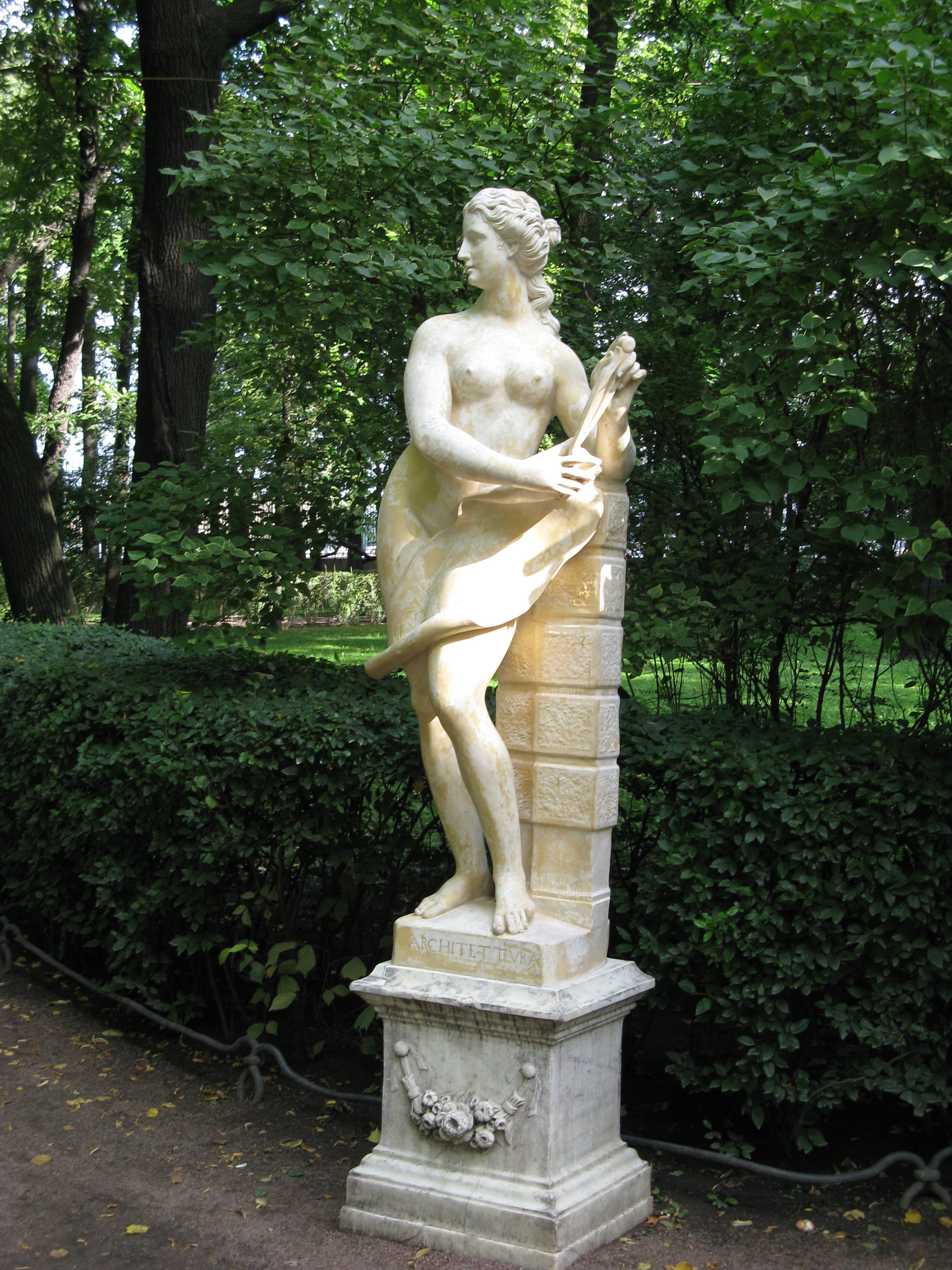
П. Баратта, «Алегорія Архітектури», 1722.
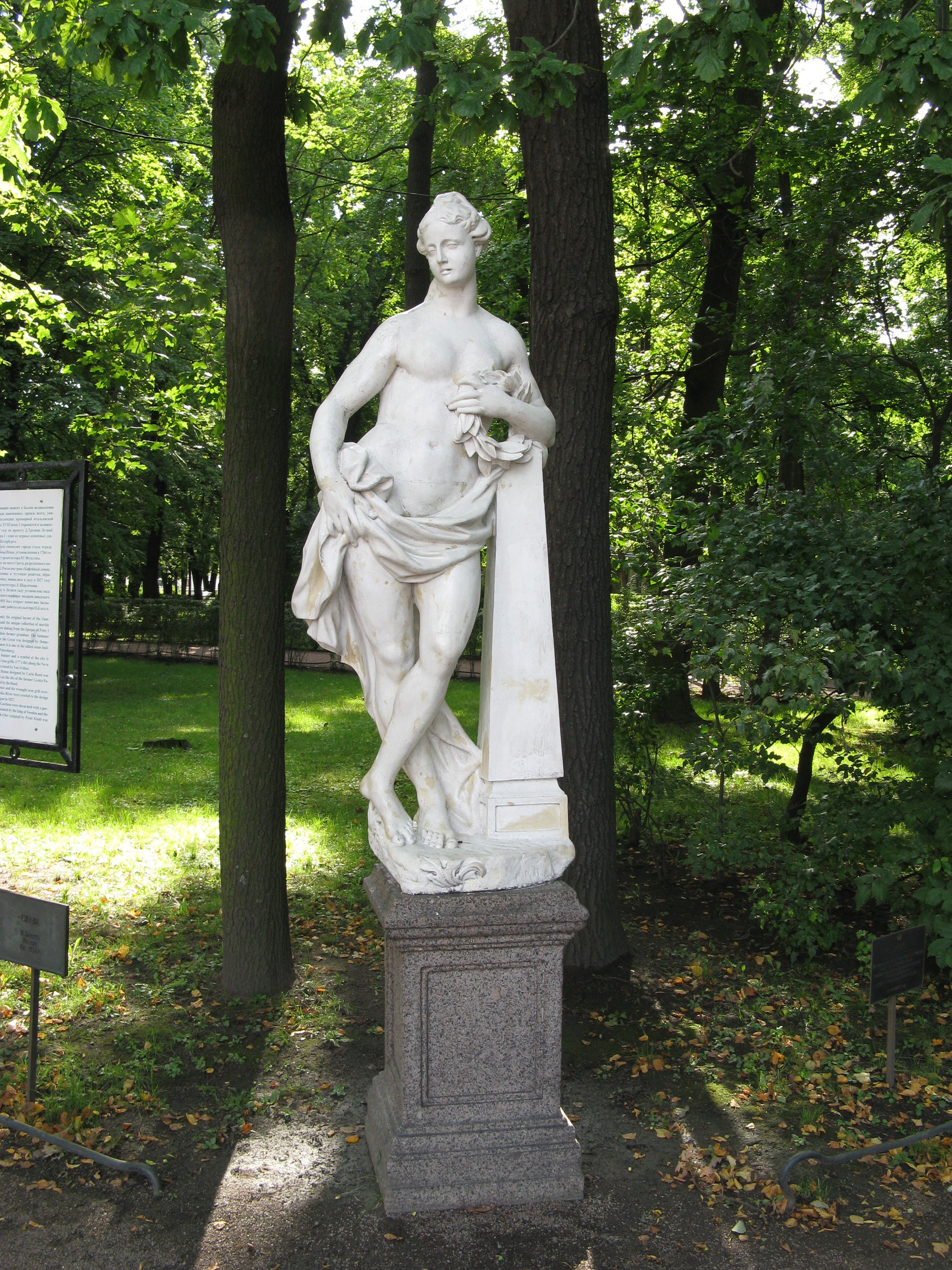
П. Баратта, «Слава вояків»
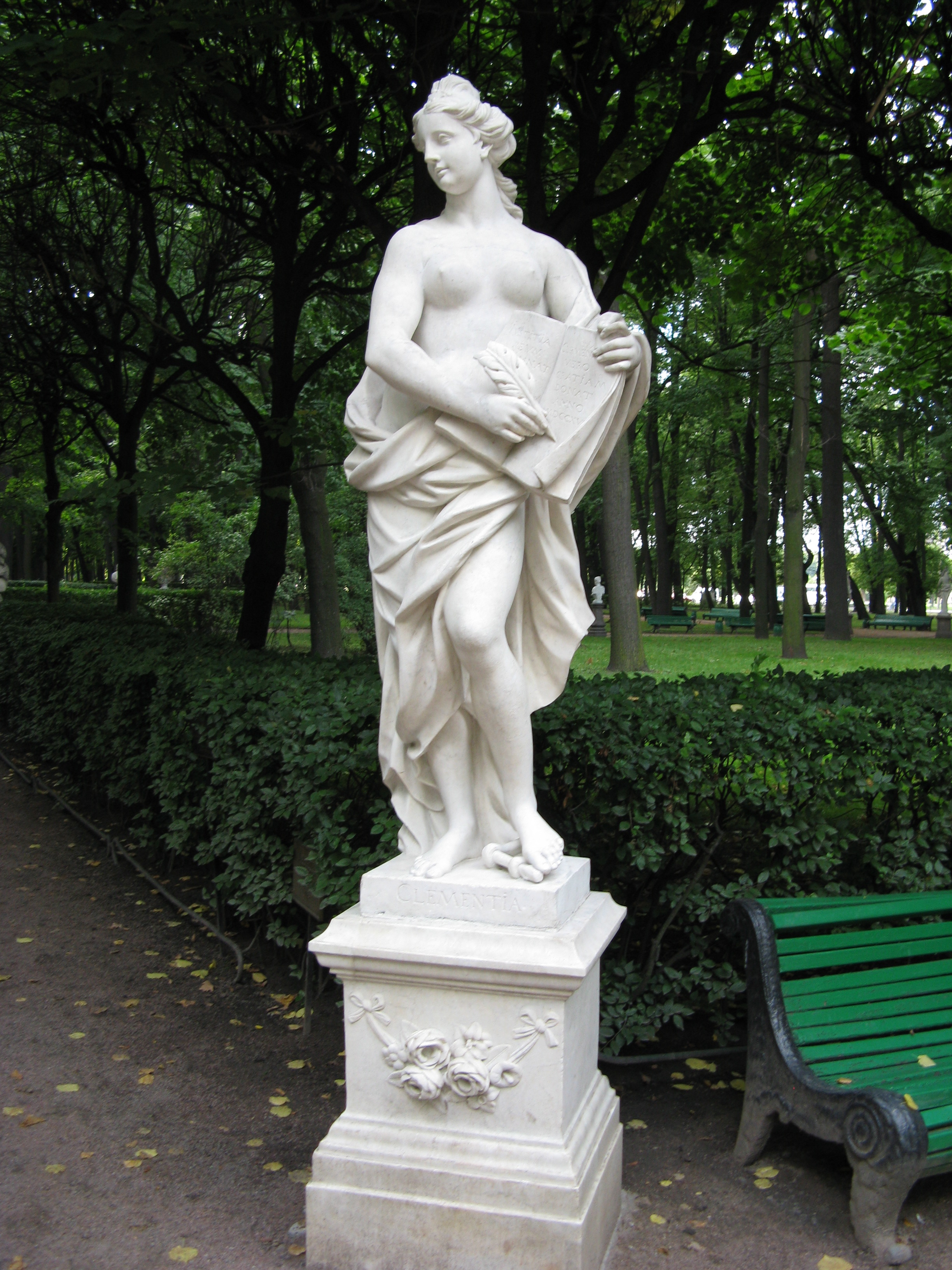
П. Баратта, «Алегорія Торгівлі»